# جوایز برگزیده نوجوانان
جایزه برگزیده نوجوانان، یک مراسم اعطای جوایز نوجوانان است که توسط شبکه فاکس ارائه می‌شود. این مراسم اولین بار در سال ۱۹۹۹ برگزار شد. برندگان این مراسم برای بزرگ‌ترین دستاورد سال در زمینه‌های موسیقی، سینما، ورزش، تلویزیون، مد (پوشاک) و… توسط رای‌هایی که نوجوانان ۱۳ تا ۱۹ ساله می‌دهند برگزیده می‌شوند. حضور تعدادی از اشخاص مشهور و نوازندگان موسیقی، از ویژگی‌های این برنامه است.
ایده این مسابقه از مراسمی مشابه برای کودکان به نام جوایز برگزیده کودکان نیکلودین، توسط باب بین و مایکل برگ، گرفته شد.
مراسم سال های ۱۹۹۹ و ۲۰۰۰ در بارکر هنگر در فرودگاه سانتا مانیکا برگزار شد. و از سال ۲۰۰۱ تا ۲۰۱۳ در آمفی تئاتر گیبسون کالیفرنیا و در سال های بعد در مکان های مختلفی برگزار شدند. 
جایزه برندگان این مراسم، تخته های سفارشی موج سواری است.

## تاریخچه مراسم
ایده این مسابقه از مراسمی مشابه برای کودکان به نام جوایز برگزیده کودکان نیکلودین، توسط باب بین و مایکل برگ، گرفته شد.
مراسم سال‌های ۱۹۹۹ و ۲۰۰۰ در بارکر هنگر در فرودگاه سانتا مانیکا برگزار شد. و از سال ۲۰۰۱ تا ۲۰۱۳ در آمفی تئاتر گیبسون کالیفرنیا و در سال‌های بعد در مکان‌های مختلفی برگزار شدند.

## جوایز
جایزه برندگان این مراسم، تخته‌های سفارشی موج سواری است.

## جوایز بر اساس سال
| سال  | تاریخ         | میزبان ها                                                                  | اجرا کنندگان |
| ---- | ------------- | -------------------------------------------------------------------------- | --- |
| ۱۹۹۹ | ۱ اوت ۱۹۹۹    | بریتنی اسپیرز                                                              | - کریستینا آگیلرا - بلینک-۱۸۲ - انسینک and گلوریا استفان - بریتنی اسپیرز                                             |
| ۲۰۰۰ | ۶ اوت ۲۰۰۰    | فردی پرینز                                                                 | - 98 Degrees - BBMAK - نو داوت - انریکه ایگلسیاس                                                                     |
| ۲۰۰۱ | ۱۲ اوت ۲۰۰۱   | دیوید اسپید                                                                | - Moulin Huge - آرون کارتر and نیک کارتر - آشر - ایو (خواننده رپ) featuring گوئن استفانی - شگی                       |
| ۲۰۰۲ | ۱۹ اوت ۲۰۰۲   | بریتنی اسپیرز و ورن ترویر                                                  | - نلی (خواننده رپ) - جنیفر لاو هیوت - BBMak                                                                          |
| ۲۰۰۳ | ۲ اوت ۲۰۰۳    | دیوید اسپید                                                                | - کلی کلارکسون - اونسنس - The Donnas                                                                                 |
| ۲۰۰۴ | ۸ اوت ۲۰۰۴    | - پاریس هیلتون - نیکول ریچی                                                | - بلینک-۱۸۲ - جوجو (خواننده) - لنی کراویتز - اشلی سیمپسون                                                            |
| ۲۰۰۵ | ۱۴ اوت ۲۰۰۵   | - هیلاری داف - راب اشنایدر                                                 | - گوئن استفانی - بلک آید پیز - پوسی‌کت دالز - سیمپل پلن                                                               |
| ۲۰۰۶ | ۲۰ اوت ۲۰۰۶   | - دین کوک - جسیکا سیمپسون                                                  | - نلی فورتادو featuring تیمبلند - ریحانا - کوین فردرلین                                                              |
| ۲۰۰۷ | ۲۶ اوت ۲۰۰۷   | - هیلاری داف - نیک کانن                                                    | - آوریل لوین - کلی کلارکسون - فرگی (خواننده) - Shop Boyz                                                             |
| ۲۰۰۸ | ۴ اوت ۲۰۰۸    | مایلی سایرس                                                                | - مایلی سایرس - ماریا کری - AC/DC - M&M Cru                                                                          |
| ۲۰۰۹ | ۹ اوت ۲۰۰۹    | جوناس برادرز                                                               | - جوناس برادرز - شان کینگستون - مایلی سایرس - بلک آید پیز                                                            |
| ۲۰۱۰ | ۸ اوت ۲۰۱۰    | - کیتی پری - کوری مونتیه - Mark Salling - کریس کولفر - کوین مک‌هیل (بازیگر) | - جیسون درولو - تراوی مک‌کوی featuring برونو مارس - کیتی پری - جاستین بیبر - Diddy – Dirty Money                      |
| ۲۰۱۱ | ۷ اوت ۲۰۱۱    | کیلی کوئوکو                                                                | - ویل.آی.ام - سلنا گومز و سین - جیسون درولو - وان‌ریپابلیک                                                            |
| ۲۰۱۲ | ۲۲ ژوئیه ۲۰۱۲ | - دمی لواتو - کوین مک‌هیل (بازیگر)                                          | - نو داوت - فلو رایدا - جاستین بیبر - کارلی ری جپسن                                                                  |
| ۲۰۱۳ | ۱۱ اوت ۲۰۱۳   | - دارن کریس - لوسی هیل                                                     | - وان دایرکشن - پرامور - Florida Georgia Line featuring نلی (خواننده رپ) - دمی لواتو                                 |
| ۲۰۱۴ | ۱۰ اوت ۲۰۱۴   | - تایلر پوزی - سارا هایلند                                                 | - دمی لواتو featuring شر لوید - Magic! - Rixton - بکی جی - جیسون درولو                                               |
| ۲۰۱۵ | ۱۶ اوت ۲۰۱۵   | - جینا رادریگز - جاش پک - لوداکریس                                         | - فایو سکندز آو سامر - لیتل میکس - Jussie Smollett and Bryshere Y. Gray - ریچل پلیتن - فلو رایدا featuring رابین تیک |
| ۲۰۱۶ | ۳۱ ژوئیه ۲۰۱۶ | - جان سینا - ویکتوریا جاستیس                                               | - چارلی پوث - سرایه مک‌نیل - فلو رایدا - نی-یو - جیسون درولو                                                          |